# 圣于连德格拉卡普
圣于连德格拉卡普（法語：Saint-Julien-de-Gras-Capou）是法国阿列日省的一个市镇，属于帕米耶区（Pamiers）。该市镇2009年时的人口为54人。

## 人口
圣于连德格拉卡普人口变化图示
| 数据来源：INSEE |